# アローラ・アカンクシャ

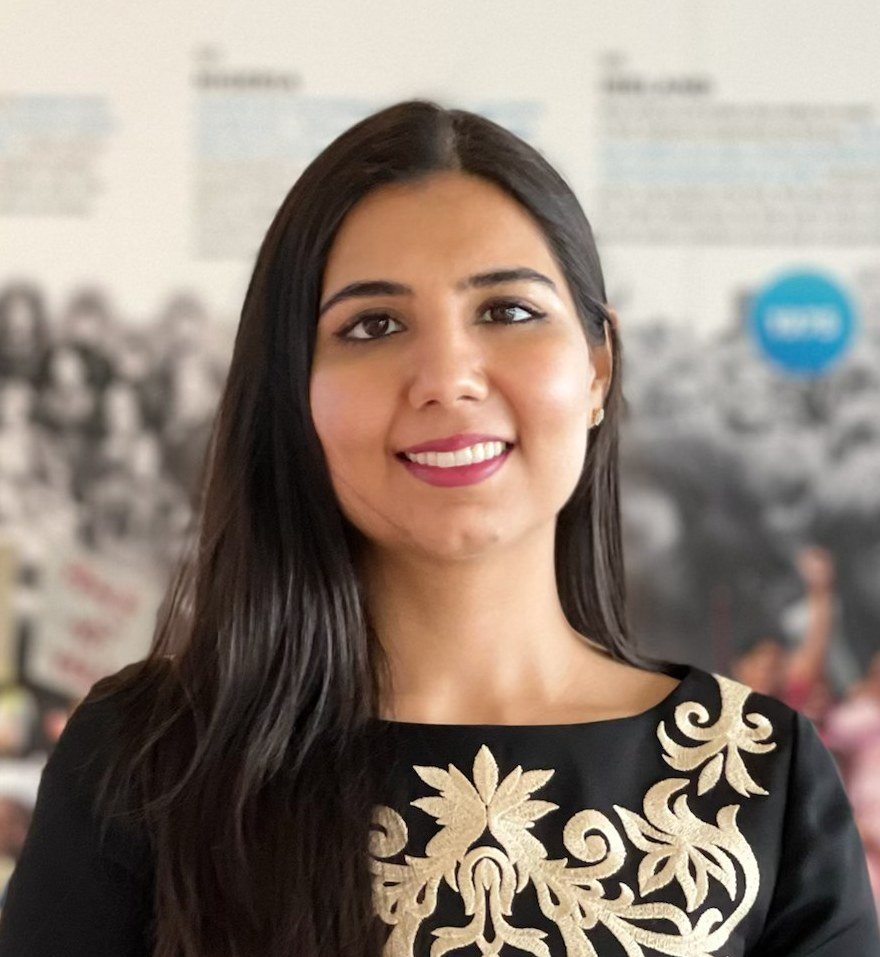
アローラ・アカンクシャ

アローラ・アカンクシャ（Arora Akanksha、1986年7月31日 - ）は、インド系カナダ人の監査官、国連職員である。2017年から国連開発計画の監査人を務めている。
2021年2月、2022年1月からの任期となる国連事務総長の選出への立候補を表明した。現職の事務総長のアントニオ・グテーレスも2期目への立候補を表明しており、史上初めて、現職の事務総長に挑戦する候補者となった。選出された場合、史上最年少かつ初の女性事務総長となる。しかし、どの加盟国からも指名されなかったため、アローラの立候補が国連安全保障理事会で検討されることはなかった。

## 若年期と教育
アローラはインドのハリヤーナー州で生まれた。アローラの祖父母は1947年のインド分割後、パキスタンからの難民としてインドにやってきた。6歳の時にサウジアラビアに移住した。9歳から18歳まで、インドのボーディングスクール（寄宿学校）に通った。カナダのトロントにあるヨーク大学で行政学を学んだ。

## キャリア
大学卒業後、カナダのプライスウォーターハウスクーパースで監査人を務めた。2016年12月に国連に入り、2017年より国連開発計画で監査人を務めている。国連に勤務する傍ら、コロンビア大学大学院で行政学を学んだ。

## 国連事務総長への立候補
2021年2月17日、アローラは正式に国連事務総長の選出への立候補を申請した。アローラは、「私たちは、国連の目的も約束も果たしていない。私たちは、仕えるべき人たちを裏切っている」と述べた。アローラは、国連は無駄が多く、父権主義的であり、組織はその使命を達成していないと考えている。選挙運動に取り組むため、監査人の仕事は休職していた。
元国連職員のエドワード・モーティマーは、アローラの立候補について、「彼女には勝ち目がないだろうし、彼女自身もそれを自覚しているだろう。だが、彼女の選挙活動は、国連の運営に対する不満を示すための手段なのである」と述べた。元国連人権高等弁務官で元アイルランド大統領のメアリー・ロビンソンは、「アローラが懸念していることの多くに私も同感である」と述べた。
アローラが選出されるためには、少なくとも1つの加盟国から推薦される必要があった。彼女は193の国連加盟国全てに働きかけたが、そのうち10か国からしか返事がなかった。アローラは、これらの国が「安全保障理事会の理事国や欧州連合からの報復を恐れて、私を指名しなかった」と語っている。アローラは2021年3月15日に母国の国連常任代表のボブ・レイと面会したが、その後、同氏やカナダからの返答はなかった。
現職のアントニオ・グテーレスは、2021年6月に満場一致で再選された。